# Rodolia chermesina
Espèce
Rodolia chermesina est une espèce d’insectes de la famille des Coccinellidae.
Cette coccinelle est notamment connue pour combattre Icerya seychellarum, cochenille faisant des ravages sur les plantes, comme les arbres fruitiers. Elle est par exemple employée sur les îles Australes ainsi que sur Aldabra où elle fut introduite accidentellement et faisant maintenant partie d'un programme entamé en 1988 et soutenu par l'IRD. Ce prédateur très efficace peut arriver à éradiquer l'insecte envahissant.
Elle fut décrite par Étienne Mulsant en 1850 dans son ouvrage Species des coléoptères trimères sécuripalpes.